# Константин Сомов
Константин Андрејевич Сомов (рус. Константин Андреевич Сомов; Санкт Петербург, 30. новембар – Париз, 6. мај 1939) био је руски уметник. Његов рад је повезан са покретом Мир искуства („Свет уметности“). Након руске револуције, на крају је емигрирао у Париз, заједно са другим истакнутим личностима у руској уметности. У приватном животу имао је дугогодишњег, млађег мушког сапутника, Методија Лукјанова, и двосмислен уметнички и лични однос са младим боксером Борисом Снежковским, којег је више пута сликао. У 21. веку, његове слике су продате у милионима долара. Његова слика Дуга је 2007. продата на аукцији у Лондону за 7,33 милиона долара, што је био рекорд на аукцији за руско уметничко дело.

## Биографија

### Породица и образовање
Константин Сомов је рођен 30. новембра 1869. године у Санкт Петербургу. Био је други син Андреја Сомова, историчара уметности и вишег кустоса у Музеју Ермитаж. Његова мајка, Надежда Константиновна, потицала је из племићке породице Лобанових. Била је музичара са добрим ширим образовањем. Својој деци је усадила љубав према позоришту, музици и сликарству. Сомови су имали велику приватну колекцију старих графика, слика и цртежа. Млади Константин је од малих ногу сањао да постане уметник.
Док је био похађао школу Карл Мај у Санкт Петербургу, Сомов је постао близак пријатељ са Дмитријем Философовим. Александар Беноа, такође студент, касније је написао да их је „нека врста магијског круга одвојила од осталих“. Касније је Философов због болести послат у Италију, а Сомова, који је тешко проучавао науку, отац је повукао из школе. Са 20 година, Сомов је примљен на Царску академију уметности, где је студирао код Иље Рјепина, од 1888. до 1897. године. Док је био на академији, упознао је Сергеја Дјагиљева и Леона Бакста.
Сомов је путовао у Италију 1890. и 1894. године, а две зиме које је провео у Паризу, 1897. и 1898. године, касније се присећао као најсрећнијег периода у свом животу.
Први велики успех Сомов је дошао годину дана пре дипломирања на академији. Сомов и Беноа провели су лето 1896. године на дачи у близини Оранијенбаума, у селу Мартишкино. Критичари и колеге су високо хвалили пејзаже и скице које је тамо створио. Те године је радио и илустрације за Хофманова дела.
Успешно је завршио студије на академији 1897. и отишао у Париз да настави школовање на Académie Colarossi.

### Свет уметности, каријерни успех
Године 1898. и 1899. Сомов је био један од оснивача Мир искусства (Свет уметности), руског уметничког покрета и часописа (који је уређивао Дјагиљев) а који је извршио велики утицај на Русе који су направили револуцију у европској уметности током прве деценије 20. века. Био је члан уређивачког одбора и учествовао је у илустровању и дизајну магазина.
Три године, од 1897. до 1900., радио је на свом раном ремек-делу Дама у плавом (портрет Елизавете Мартинове), насликаном у маниру портретиста 18. века.
Поред пејзажног и портретног сликарства, акварела, гваша и графике, Сомов је радио у области мале пластике, стварајући изузетне порцеланске композиције.
Прву самосталну изложбу имао је у Санкт Петербургу 1903. (162 слике, скице и цртежа). Такође 1903. 95 његових радова је било изложено у Хамбургу и Берлину. Године 1906, на групној изложби руских уметника коју је организовао Дјагиљев, изложио је 32 дела на Јесењи салон у Паризу. Његов рад је био посебно цењен у Немачкој, где је 1907. објављена прва монографија о њему, Оскара Бија.
Током 1910-их, Сомов је сликао рококо приказе арлекина, као и илустрације за књиге, укључујући песме Александра Блока.
Модерни идоли Сомова били су енглески прерафаелити, Обри Бердсли и Џејмс Вислер. Његови омиљени мајстори прошлости били су француски уметници рококоа као што су Вато, Ларгилијер, Фрагонар и Буше. Његов омиљени песник био је Пол Верлен.
До 1910. године Сомов је био познат и прихваћен сликар, и свако домаћинство са укусом имало Беноаов пејзаж и хаљину коју је дизајнирао Бакст.

Александар Беноа назвао је Сомова „једним од најделикатнијих песника и једним од најпрефињенијих мајстора модерног сликарства“, иако је Сомовљев рад класификовао као декадентан и написао да се „тек са опадањем културе појављују такве фигуре као Сомов... Због свих својих заслуга и промашаја Сомов може рачунати... на једно од најистакнутијих места у историји руског сликарства... ниједан други уметник почетка двадесетог века није са већом верношћу одсликао особен шарм нашег супер- рефињене епохе, у којој се толико зна а тако мало верује“.
- Дуга, 1897.
- Dame ôtant son masquе, до 1906.
- Корице, Жар-птица Константина Балмонта, 1907.
- Исмевани пољубац, 1908.
- Насловна страна, Позориште Александра Блока, 1909.
- Пјеро и дама, 1910.
- Љубавно писмо, 1911
- La Petite Langue de Colombine, 1915.

### Le Livre de la Marquise
Од 1907. до 1919. Сомов је нацртао преко 120 цртежа тушем, неке само сугестивне, неке сасвим експлицитне, за више издања Le Livre de la Marquise. Књига је „антологија еротске француске поезије и прозе осамнаестог века и садржи 56 дела око 50 аутора, укључујући одломке из дела Волтера, Парнија, фрагменте из Les Liaisons dangereuses Шодерла де Лаклоа и појединачне епизоде из Казановиних Мемоара."
Међу познаваоцима, Сомов је добио надимак Содомов, на шта је уметник одговорио: Суштина свега је еротика. Стога је уметност незамислива без еротске основе. Коментаришући једно издање, руски академик А. А. Сидоров је рекао да је Сомов „наизглед дозволио себи све оно од чега се руска уметност уздржавала....најбољи од данашњих графичара истински је надмашио самог себе“.
Најексплицитније издање објављено је након што је Руска револуција укинула цензуру 1917. године, што је „Сомову дало прилику да објави луксузно издање књиге са смелијим илустрацијама... Једна од најбољих штампарија у Санкт Петербургу, R. Golike & A. Vilborg & Company, штампала је 800 примерака. „Поред тога, део серије је одштампан у специјалној колекционарској верзији са додатним илустрацијама које би се чак могле описати као порнографске.

### Руска револуција, пресељење се у Париз
Сомов је негативно реаговао на револуцију. Његове колеге су емигрирале, клијентела је преко ноћи нестала, а његове слике су постале мало вредне по новом схватању уметности. Ипак, постао је професор у Петроградском слободном уметничком образовном студију (преименованом у Империјалну академију уметности) 1918. године, а 1919. године прославио је јубилеј 50. рођендана самосталном изложбом у Третјаковској галерији.
Услови живота у Русији су се погоршали. Стан му је национализован, а касније је исељен. Борио се да задржи права на своја уметничка дела.
Сомов је напустио Русију 1923. да би пратио главну изложбу руске уметности која је одржана у Њујорку 1924. У САД се зближио са породицом Сергеја Рахмањинова и сликао је портрете композитора и његове ћерке. Никада се није вратио у своју домовину, проглашавајући Совјетску Русију „апсолутно страном његовој уметности“. Уместо тога, одлучио је да се настани у Паризу 1925, придруживши се заједници руских емигрантских уметника, писаца, плесача и музичара.

### Лични живот
Сомов се као дете најрадије играо луткама и правио им костиме, а са девојчицама му је било најлакше да се дружи.
Упркос друштвеним везама, путовањима у иностранство и активном учешћу на уметничкој сцени Русије са почетка века, Сомов је као младић био усамљен, о чему сведочи писмо од 14. фебруара 1899. године, када је Сомов имао 29 година., својој пријатељици и колегиници Елизавети Званцевој.
Када је Сомов имао четрдесет година (1910, упознао је 18-годишњег Методија Лукјанова, који је постао најближи пријатељ Константина Сомова и део породице Сомов. Такође је помогао Сомову да води своје домаћинство и организује изложбе, а служио је и као Сомовљев поуздани саветник и критичар.
Током Првог светског рата, британски геј романописац Хју Волпол радио је као британски дописник у Русији. Док је 1915. био у Санкт Петербургу, Волпол је успоставио блиско пријатељство са Сомовом и у фебруару 1916. уселио се код њега у стан. Волпол је напустио Русију 7. новембра 1917, на дан када је почела бољшевичка револуција.
Сомов је 1918. насликао велики портрет Методија Лукјанова који седи на софи у пиџами и кућном огртачу, који се данас налази у Државном руском музеју у Санкт Петербургу. Након једногодишње патње коју је проузроковала туберколоза, Лукјанов је умро 14. априла 1932. У писму својој сестри, Сомов је написао: „Методије је сахрањен јуче...нема речи, како ми је било да се сам вратим кући... Данас сам почео да живим новим животом – без Методија.
- Илустрација за Daphnis and Chloe (Снежковски као модел), 1930.
- Боксер (портрет Снежковског), 1933.
- Сомов и Снежковски 1934. године.
- Борис Снежковски, 1934.
- Голи младић (Снежковски), 1937.

Сомов је био познат по свом ироничном и самозатајном хумору. „Желео бих да постанем Енгр“, рекао је једном приликом. „Или ако не Енгре, онда барем његов мали прст на нози.
Преминуо је 1939. године у 69. години. Сахрањен је на руском гробљу јужно од Париза.

## Наслеђе
Четрнаестог јуна 2007. Сомовљев пејзаж Дуга (1927) продат је у Лондону за тадашњих 7,33 милиона долара, што је рекорд за продају руских уметнина на аукцијама.
Руски историчар уметности Павел Голубев је 2016. године основао друштво Сомов за очување, проучавање и популаризацију наслеђа Константина Сомова.
Сомовљев дневник (Дневик) за период 1917–1927 је приредио Павел Голубев а објавио га је Дмитриј Сечин, Москва, 2017, 2018. и 2019. године; три тома укупно имају преко 2100 страница.
Руски музеј у Санкт Петербургу је 2019. године, поводом обележавања 150 година од његовог рођења, поставио изложбу Константин Сомов, која је представила преко 100 уметникових радова. Такође 2019. године, Павел Голубев је био кустос изложбе Константин Сомов, без цензуре у Музеју ликовних уметности у Одеси у Украјини.

Голубев је 2022. године одржао колоквијум „Дама са маском: Хомосексуалност у уметности Константина Сомова“ на Универзитету у Пенсилванији. У свом излагању он наводи:
Истополна еротска тема представљена на многим његовим сликама и цртежима, готово отворени хомосексуални начин живота и антибољшевички политички ставови учинили су Сомова узнемирујућом особом за руске историчаре уметности. Као резултат тога, његова уметничка дела и биографија били су оштро цензурисани у совјетско време, а питање уметникове хомосексуалности до данас остаје болно питање за његову репрезентацију у Русији.

## Галерија
Портрети
- Ана Карловна Беноа, 1896.
- Аутопортрет, 1898.
- Александар Блок, 1907.
- Михаил Кузмин, 1909.[22]
- Ефимија Павловна Носова, 1911.
- Сергеј Рахмањинов 1925.

Слике
- Две сељанке и дуга
- Одмор у близини Венеције
- Две даме у парку, 1919.
- Поглед кроз прозор, 1934.

Илустрације за Le Livre de la Marquise